# Radomir (Künstler)

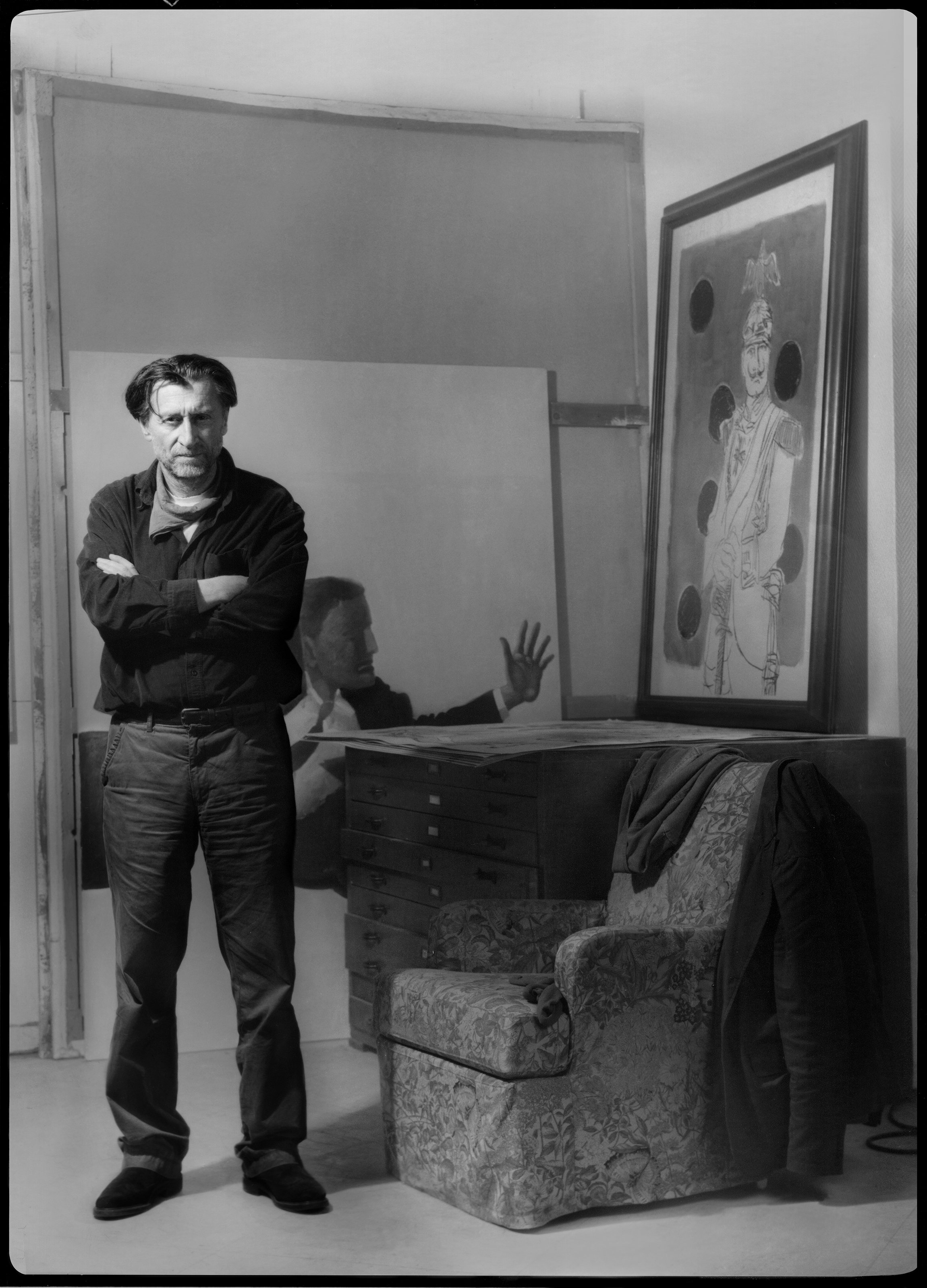
Porträt, Foto von Patrick Pollmeier

Radomir (* 1951 in Belgrad) ist ein zeitgenössischer Bildender Künstler. Seit 1978 lebt und arbeitet Radomir in Deutschland. 

## Biografie
Von 1970 bis 1975 studierte Radomir an der Belgrader Akademie für Bildende Kunst und der Kunstakademie in Marseille.                     Danach arbeitete er acht Monate bei Salvador Dalí.
Viele seiner Arbeiten sind in privaten und öffentlichen Sammlungen und Museen, u. a. Metropolitan Museum New York und Vatikanisches Museum Rom.

## Ausstellungen (Auswahl)
- Galerie André Salomon – Zürich
- Jahrhunderthalle – Frankfurt
- New Art – Bad Homburg und Frankfurt
- Galerie Carmen Matter – Boston
- Galerie Mose Doyle – Los Angeles
- Fischer-Reinhardt Galerie – Berlin
- Bloch Gallery – New York
- Prom Galerie – München
- Brunetti Galerie – Brüssel
- Aron Galerie – Genf und Bern
- Galerie Raymound Jeacques – Lyon
- Art Basel und Art Cologne, mehrfache Teilnahme